# Akterstag

Akterstag.

Akterstag är en lina eller vajer som stöttar en segelbåtsmast akterifrån. Det går från akterstäven eller akterspegeln till masttoppen och sitter, till skillnad från backstag, permanent fast.